# Auerbach, Braunau am Inn
Auerbach là một town bang Oberösterreich, nước Áo. Đô thị này có diện tích 11 km², dân số thời điểm ngày 31 tháng 12 năm 2005 là 517 người. Chiều dài từ bắc đến nam là 4,3 km, từ đông sang tây là 5 km. 33% diện tích đất là rừng, 60,6% là đất nông nghiệp.
Các đơn vị dân cư: 
- Auerbach Höring
- Holz
- Oberirnprechting
- Oberkling
- Riensberg
- Rietzing
- Unterirnprechting
- Unterkling
- Wimpassing